# 狐胡
狐胡，西域古国之一。又作孤胡，属于游牧国，在车师柳谷，在今新疆吐鲁番西北达坂城，距離長安八千二百里。五十五戶，二百六十四口，勝兵四十五人。汉朝时属于西域都护、西域长史，被车师所灭。

## 外部連結
[在维基数据编辑]
 《欽定古今圖書集成·方輿彙編·邊裔典·狐胡部》，出自陈梦雷《古今圖書集成》